# اچ‌ام‌اس افریدی (اف۰۷)
اچ‌ام‌اس افریدی (اف۰۷) (به انگلیسی: HMS Afridi (F07)) یک کشتی است که طول آن ۳۷۷ فوت (۱۱۵ متر) می‌باشد. این کشتی در سال ۱۹۳۷ ساخته شد.